# Tunnel du San Pedro
Le Tunnel de San Pedro est un tunnel ferroviaire situé en Espagne au Nord de Madrid. Il se trouve entre Colmenar Viejo et Soto del Real, sur l'axe de la LGV Madrid-Ségovie-Valladolid.
Sa longueur est de 8930 m, il a ouvert en 2007.